# Cristian (Brașov)
Cristian (en allemand: Neustadt, Neustadt in Burzenland, en hongrois: Keresztényfalva) est une commune du județ de Brașov, dans la région historique Transylvanie. Elle est composée d'un seul village, Cristian. 

## Localisation
Cristian est située dans la partie centre-sud du comté de Brașov (à 13 km du centre-ville de Brașov), à l'extrême sud-est du Pays de la Bârsa.

## Monuments et lieux touristiques
- Église évangélique fortifiée de Cristian (construite au XIVe siècle), monument historique[2]
- Église orthodoxe Assomption de Marie (construite au XVIIIe siècle), monument historique
- Maison de la culture Cristian (construite 1927), monument historique
- Maison Georg Baltres (construite en 1811), monument historique
- Site archéologique Dealul Bachel de Cristian
- Aire naturelle Forêts de chênes